# مريب (المسيمير)

تعديل مصدري - تعديل

مريب هي إحدى قرى عزلة المسيمير بمديرية المسيمير التابعة لمحافظة لحج، بلغ تعداد سكانها 550 نسمة حسب تعداد اليمن لعام 2004.